# Wartowice
Wartowice es una localidad del distrito de Bolesławiec, en el voivodato de Baja Silesia (Polonia). Se encuentra en el suroeste del país, dentro del término municipal de Warta Bolesławiecka. En 2011, según el censo realizado por la Oficina Central de Estadística polaca, su población era de 298 habitantes. Wartowice perteneció a Alemania hasta 1945.